# Rona de Jos
Rona de Jos is een Roemeense gemeente in het district Maramureș.
Rona de Jos telt 2055 inwoners.